# Ісмаель Дукуре
Ісмаель Дукуре (фр. Ismaël Landry Doukouré; нар. 24 липня 2003, Лілль) — французький футболіст, що виступає на позиції центрального захисника. Станом на листопад 2023 року є гравцем футбольного клубу «Страсбур».